# Blechnum × rodriguezii
Blechnum × rodriguezii là một loài dương xỉ trong họ Blechnaceae. Loài này được S.Aguiar, L.G.Quintan. & Amigo mô tả khoa học đầu tiên năm 2008.
Danh pháp khoa học của loài này chưa được làm sáng tỏ. 